# Cagnano
Cagnano település Franciaországban, Haute-Corse megyében. Lakosainak száma 154 fő (2022. január 1.). Cagnano Luri és Pietracorbara községekkel határos.

## Népesség
A település népességének változása:
| Lakosok száma | 245  | 183  | 156  | 197  | 177  | 172  | 169  | 155  | 154  | 154  |
|               | 1968 | 1982 | 1990 | 2006 | 2013 | 2015 | 2017 | 2019 | 2020 | 2022 |